# Аль-Дахил, Амен
Амен Аль-Дахил (нидерл. Ameen Al-Dakhil араб. أمين الدخيل‎; род. 6 марта 2002, Багдад) — бельгийский футболист, защитник немецкого клуба «Штутгарт» и сборной Бельгии.

## Клубная карьера
Аль-Дахил — воспитанник клубов «Кортенакен», «Хугарден-Аутгарден», «Тинен», «Андерлехт» и льежского «Стандарда». 23 июля 2021 года в матче против «Генк» он дебютировал в Жюпиле лиге в составе последнего. В начале 2022 года Аль-Дахил перешёл в «Сент-Трюйден». 5 февраля в матче против «Кортрейка» он дебютировал за новую команду. 
В начале 2023 года Аль-Дахил перешёл в английский «Бернли», подписав контракт на 3,5 года. 21 февраля в матче против «Миллуолла» он дебютировал в Чемпионшипе. По итогам сезона Амен помог команде выйти в элиту. 

## Международная карьера
В 2019 году в составе юношеской сборной Бельгии Аль-Дахил принял участие в юношеском чемпионате Европы в Ирландии. На турнире он сыграл в матче против команды Нидерландов.
17 июня 2023 года в отборочном матче чемпионата Европы 2024 против сборной Австрии Аль-Дахил дебютировал за сборную Бельгии. 

## Достижения
«Бернли»
- Чемпион Чемпионшипа Английской футбольной лиги: 2022/23

«Штутгарт»
- Обладатель Кубка Германии: 2024/25